# Pauline Moran
Pauline Moran (Blackpool, 26 agosto 1947) è un'attrice britannica, conosciuta per lo più per la sua interpretazione di Miss Felicity Lemon nella serie televisiva britannica Poirot.

## Biografia
Studiò recitazione presso la National Youth Theatre e la Royal Academy of Dramatic Art. Dal 1965 al 1970 suonò il basso elettrico nel gruppo femminile She Trinity.
La sua più celebre interpretazione è nella serie televisive Poirot, tratto dai romanzi di Agatha Christie, dove interpreta il ruolo di Miss Felicity Lemon, segretaria dell'investigatore privato Hercule Poirot (David Suchet).

## Filmografia

### Cinema
- Three Weeks (1977) (film TV)
- The Five Minute Films (1982)

### Televisione
- The Good Soldier - film TV (1981)
- The Cleopatras - serie TV, 2 episodi (1983)
- The Woman in Black, regia di Herbert Wise - film TV (1989)
- Poirot (Agatha Christie's Poirot) - serie TV, 32 episodi (1989-2013)